# Alexei Jurjewitsch Jegorow (Boxer)
Alexei Jurjewitsch Jegorow (russisch Алексей Юрьевич Егоров; * 16. Juni 1991 in Obninsk, Oblast Kaluga) ist ein russischer Boxer im Schwergewicht.

## Werdegang

### Amateur
Sein erstes erfolgreiches Jahr wurde 2009; er wurde Russischer Jugendmeister, gewann den Brandenburg Cup in Deutschland und die Jugend-Europameisterschaften im polnischen Stettin. Bei der Jugend-EM hatte er sich dabei gegen Ümit Patır aus der Türkei, Marcin Siwy aus Polen, Wladislaw Kuptsow aus Belarus und Sándor Varga aus Ungarn durchgesetzt.
2010 gewann er die Russischen U22-Meisterschaften, 2011 das internationale Konstantin Korotkow Turnier in Russland und 2012 das Gee-Bee Turnier in Finnland.
2013 wurde er Russischer Meister und startete anschließend bei den Europameisterschaften 2013 in Minsk. Er besiegte überlegen Jim Andreasen aus Dänemark (3:0), Warren Baister aus England (3:0), Sjarhej Karnejeu aus Belarus (3:0), Emir Ahmatović aus Deutschland (3:0) sowie Teymur Məmmədov (t.K.o) aus Aserbaidschan und wurde somit Europameister.
Im Mai 2014 gewann er den Chemiepokal in Deutschland. Er besiegte dabei Cem Karlıdağ aus der Türkei, Park Nam-Hyeong aus Südkorea und Wang Xuanxuan aus China.

### AIBA Pro Boxing
Seit dem Oktober 2014 startet Jegorow in dem neugegründeten Profibereich „APB“ des vom IOC anerkannten Weltverbandes AIBA. Im ersten Zyklus konnte Jegorow seine drei Kämpfe gegen Chouaib Bouloudinats (Algerien), Clemente Russo (Italien) und Emir Ahmatović (Deutschland) gewinnen und stand am 30. Januar 2015 im Finale der „APB“ im Halbschwergewicht in Catania gegen Clemente Russo. Er gewann diesen Kampf mit zweimal 77:75 und einmal 76:76 Punkten. Auf die damit verbundene Qualifikation für die Olympischen Spiele in Rio de Janeiro musste Jegorow nach einer verbandsinternen Entscheidung – der russische Verband entschied sich für den Sieger der Weltmeisterschaften 2015 Jewgeni Tischtschenko – verzichten.

### Profikarriere
Am 3. Dezember 2016 bestritt er sein erfolgreiches Profidebüt. Im November 2017 wurde er russischer Meister im Cruisergewicht.